# FiBrasil
A Fibrasil Infraestrutura e Fibra Ótica S.A., comercialmente conhecida como FiBrasil, é uma empresa brasileira de infraestrutura de telecomunicações que atua como operadora de uma rede neutra de fibra ótica por atacado.
Fundada como uma joint venture entre o Grupo Telefónica — por meio da Telefônica Brasil (dona da marca Vivo) e da Telefónica Infra — e o grupo de investimento global canadense Caisse de dépôt et placement du Québec (CDPQ), a companhia foi estabelecida para construir, desenvolver e operar uma rede de acesso aberto com tecnologia Fiber-to-the-Home (FTTH).
A estrutura de governança da FiBrasil é baseada em um modelo de co-controle, no qual o Grupo Telefónica e o CDPQ detêm, cada um, 50% de participação. A estratégia de mercado da empresa concentra-se na implantação de infraestrutura de fibra ótica em cidades de médio porte em todo o Brasil, com exceção do estado de São Paulo, visando acelerar a digitalização e a conectividade em regiões com menor densidade de redes de alta velocidade.
A FiBrasil iniciou suas operações em julho de 2021 com um portfólio de 1,6 milhão de domicílios passados (homes passed - HPs) e, até o final de 2024, estabilizou sua rede em 4,6 milhões de HPs, atendendo a 151 cidades. A Telefônica Brasil figura como sua cliente âncora, um elemento fundamental para a viabilidade e o crescimento inicial do negócio, garantindo uma demanda previsível e de longo prazo para a infraestrutura da rede.

## História

### Fundação eJoint Venture
A criação da FiBrasil foi formalmente anunciada em março de 2021, resultado de um acordo estratégico entre o Grupo Telefónica e a Caisse de dépôt et placement du Québec (CDPQ) para estabelecer uma nova operadora de rede neutra e independente no Brasil. Embora o anúncio tenha ocorrido em 2021, a empresa foi legalmente constituída em 8 de dezembro de 2020. A transação marcou um movimento significativo no setor de telecomunicações brasileiro, alinhado a uma tendência global de separação de ativos de infraestrutura por parte das grandes operadoras.
A estrutura do negócio foi desenhada para alavancar as competências complementares de seus sócios. A Telefônica Brasil contribuiu com um portfólio inicial de ativos de fibra ótica, correspondente a uma rede que já cobria 1,6 milhão de domicílios (HPs) em cidades de médio porte. Essa transferência de ativos formou a base operacional da nova empresa. Em contrapartida, o CDPQ comprometeu-se a um investimento total de até R$ 1.8 bilhão, incluindo pagamentos primários e secundários, para adquirir sua participação de 50% na joint venture. Este aporte de capital foi crucial, pois forneceu um plano de negócios totalmente financiado para cumprir a meta inicial de expansão da rede para aproximadamente 5.5 milhões de HPs em um prazo de quatro anos, acelerando a migração de clientes para a fibra e fomentando o desenvolvimento tecnológico do país.
A formação da FiBrasil representa um pivô estratégico fundamental para o Grupo Telefónica, que adotou um modelo de negócios "asset-light" (com menos ativos físicos). A expansão de redes de fibra ótica é uma atividade de capital intensivo, exigindo investimentos massivos (CAPEX) que pressionam o balanço financeiro de uma operadora de varejo e podem desviar recursos de áreas como inovação em serviços e experiência do cliente. Ao criar uma entidade de infraestrutura separada, a Telefônica efetivamente transferiu essa carga de investimento para uma empresa especializada. A entrada de um parceiro financeiro como o CDPQ, que busca retornos estáveis e de longo prazo em ativos de infraestrutura, injetou o capital necessário para uma expansão agressiva que talvez não ocorresse no mesmo ritmo se dependesse exclusivamente dos recursos da Telefônica. O resultado é uma estrutura otimizada: a Telefônica Brasil pode se concentrar em seu negócio principal de serviços e na sua marca, enquanto a FiBrasil se dedica exclusivamente à construção e operação de uma infraestrutura de fibra de alta performance, beneficiando-se de uma gestão focada e de um financiamento robusto.

### Aprovações Regulatórias
A concretização da joint venture dependia da aprovação de importantes órgãos reguladores no Brasil e no exterior. O processo foi concluído com sucesso em meados de 2021, pavimentando o caminho para o início das operações.
Em abril de 2021, a Superintendência-Geral do Conselho Administrativo de Defesa Econômica (CADE) aprovou a operação sem restrições. A decisão do órgão antitruste, publicada no Diário Oficial da União, foi um marco importante. Em sua análise, o CADE concluiu que a criação da FiBrasil não apenas não apresentava preocupações concorrenciais, mas também poderia gerar efeitos pró-competitivos no mercado de telecomunicações. A justificativa foi que o modelo de rede neutra promove uma "desverticalização" parcial da operação do Grupo Telefónica, ao disponibilizar uma infraestrutura de atacado para outras operadoras e provedores de internet (ISPs). Isso permite que mais empresas ofereçam serviços de banda larga ao consumidor final sem a necessidade de construir suas próprias redes, fomentando a competição no varejo.
Posteriormente, em junho de 2021, a Agência Nacional de Telecomunicações (Anatel) concedeu sua anuência prévia, a última etapa regulatória necessária no Brasil antes do início das atividades. A transação também estava sujeita à aprovação da autoridade de concorrência da União Europeia, dado que a Telefónica Infra, uma das acionistas, tem sede na Espanha.

### Início das Operações e Expansão Inicial
Com as aprovações regulatórias em mãos, a FiBrasil iniciou oficialmente suas operações em 2 de julho de 2021. A empresa partiu de uma base de 1,6 milhão de HPs distribuídos em 34 cidades, herdada da Vivo.
Demonstrando uma estratégia de crescimento agressiva desde o início, a FiBrasil anunciou, já em agosto de 2021, a aquisição da Fiberty 1 (anteriormente conhecida como Phoenix Fiber do Brasil), uma empresa de fibra que pertencia à Blackstone. A Fiberty 1 já possuía uma rede com 170 mil HPs e um pipeline de desenvolvimento para mais 310 mil HPs em 18 cidades adicionais, localizadas nos estados de Minas Gerais, Espírito Santo e Goiás. A Telefônica Brasil já era a cliente âncora da rede da Fiberty 1, o que tornou a aquisição uma sinergia natural para a FiBrasil.
Essa aquisição foi um movimento estratégico para acelerar a expansão e consolidar sua posição no mercado. Em vez de depender apenas do crescimento orgânico (construção de novas redes, ou greenfield), a FiBrasil optou por uma aquisição que não só adicionou HPs de forma imediata, mas também eliminou um potencial concorrente em regiões estratégicas. Como resultado direto dessa transação, a FiBrasil aumentou sua meta de expansão de quatro anos, elevando o objetivo de 5,5 milhões de HPs para 6,0 milhões de HPs. Essa ação, realizada apenas um mês após o lançamento oficial, sinalizou ao mercado que a estratégia da empresa envolvia tanto a construção orgânica quanto fusões e aquisições oportunistas para alcançar escala rapidamente.

### Mudança de Liderança
A liderança inicial da FiBrasil foi confiada a André Kriger, nomeado CEO em agosto de 2021. Kriger era um executivo experiente, vindo da própria Telefônica Brasil, onde ocupou cargos de alta gestão por 12 anos, incluindo o de Chief Information Officer (CIO) e Vice-Presidente de Atendimento ao Cliente. Sua nomeação foi estratégica para a fase inicial da empresa, pois sua profunda experiência operacional e conhecimento da cultura da Telefônica foram fundamentais para conduzir a complexa separação dos ativos (carve-out) e estruturar a nova companhia de forma eficiente. Kriger liderou a FiBrasil por quase quatro anos, um período marcado pela rápida construção da rede e pelo estabelecimento do seu modelo operacional no mercado.
Em março de 2025, foi anunciado que André Kriger deixaria o cargo de CEO em abril daquele ano. Após sua saída, o Conselho de Administração da FiBrasil implementou um modelo interino de co-liderança. Helcio Squillante, então Chief Financial Officer (CFO), e Atila Branco, então Chief Technology and Information Officer (CTIO), foram nomeados co-CEOs, reportando-se diretamente ao conselho.
Essa mudança na estrutura de liderança reflete uma transição no ciclo de vida da empresa e no próprio mercado de redes neutras. A primeira fase, sob o comando de Kriger, foi a de "construção", focada na expansão geográfica e na consolidação da infraestrutura física. Com a rede largamente estabelecida, a empresa entrou em uma nova fase, a de "otimização e monetização". A nomeação do CFO e do CTIO como co-líderes interinos alinha-se perfeitamente a essas novas prioridades. A liderança do CFO sinaliza um foco intensificado na disciplina financeira, na rentabilidade e na gestão da estrutura de capital, enquanto a liderança do CTIO aponta para a importância da superioridade tecnológica — como a migração para XGS-PON — e da otimização da rede para maximizar seu valor. Essa estrutura de gestão foi adaptada para o próximo capítulo da FiBrasil: extrair o máximo valor dos ativos que foram construídos.

## Estrutura Corporativa e Acionária
A FiBrasil é uma sociedade anônima de capital fechado, não listada em bolsa de valores. Sua estrutura de propriedade foi desenhada para combinar a expertise industrial de um dos maiores grupos de telecomunicações do mundo com a capacidade financeira de um investidor institucional de longo prazo.
A empresa opera sob um modelo de governança de co-controle, com o capital social dividido igualmente entre seus dois principais sócios:
- Grupo Telefónica (50%): A participação do conglomerado espanhol é dividida em duas partes iguais de 25% cada:
  - Telefônica Brasil S.A.: A operadora brasileira, que atua como cliente âncora e contribui com sua vasta experiência no mercado local e capacidade comercial.
  - Telefónica Infra: A unidade de infraestrutura do Grupo Telefónica, sediada na Espanha, que gerencia participações em veículos de infraestrutura em nível global e aporta conhecimento técnico e estratégico em gestão de ativos.
- Caisse de dépôt et placement du Québec (CDPQ) (50%): O fundo de investimento global canadense detém a outra metade da empresa. O CDPQ é um dos maiores investidores institucionais em infraestrutura do mundo, com um portfólio diversificado e um horizonte de investimento de longo prazo.

Essa estrutura acionária cria uma parceria simbiótica, fundamental para o sucesso do modelo de negócios da FiBrasil. De um lado, o Grupo Telefónica oferece o conhecimento industrial indispensável: a expertise técnica para implantar e operar redes de fibra de alta complexidade e, crucialmente, a garantia de um cliente âncora (Vivo) com um contrato de longo prazo. Esse acordo de dez anos não só proporciona uma receita previsível e estável, como também mitiga significativamente o risco do investimento inicial, tornando o projeto atrativo para um parceiro financeiro.
Do outro lado, o CDPQ fornece o que a Telefônica necessitava para executar uma expansão tão ambiciosa: capital paciente e em grande escala. Como investidor institucional, o CDPQ tem a capacidade financeira e a experiência em gestão de grandes projetos de infraestrutura para garantir que o plano de negócios seja totalmente financiado e executado com disciplina. Essa combinação permite que a FiBrasil opere com a agilidade de uma empresa independente, ao mesmo tempo que se beneficia do sólido respaldo financeiro de um investidor global e da força comercial e técnica de uma operadora líder de mercado.

## Modelo de Negócios e Operações

### Rede Neutra de Atacado
O modelo de negócios da FiBrasil é centrado na operação de uma rede de fibra ótica neutra e de acesso aberto, funcionando exclusivamente no mercado de atacado (wholesale). A empresa não oferece serviços diretamente ao consumidor final. Em vez disso, ela constrói, mantém e opera a infraestrutura de fibra até a casa do cliente (Fiber-to-the-Home - FTTH) e aluga a capacidade dessa rede para outras empresas de telecomunicações, como operadoras e provedores de internet (ISPs).
Este modelo permite que seus clientes, os ISPs, expandam sua cobertura e ofereçam serviços de banda larga de alta velocidade com um investimento de capital (CAPEX) significativamente menor e um tempo de chegada ao mercado (time-to-market) mais curto. Ao alugar a infraestrutura da FiBrasil, os provedores evitam os altos custos e a complexidade associados à construção de suas próprias redes físicas, podendo focar seus recursos em estratégias comerciais, marketing e atendimento ao cliente.

### Estratégia de Mercado
A estratégia de implantação da FiBrasil é geograficamente focada, concentrando-se em cidades de médio porte fora do estado de São Paulo. Esta abordagem visa explorar oportunidades em mercados "greenfield", ou seja, áreas com menor penetração de redes de fibra ótica e, portanto, com maior potencial de crescimento.
A decisão de evitar grandes centros metropolitanos, como a capital paulista, é estratégica. Essas áreas já são altamente competitivas e possuem uma infraestrutura mais consolidada, tornando a entrada mais custosa e com retornos menores. Em contrapartida, as cidades de médio porte representam um mercado vasto e com demanda crescente por conectividade de qualidade, mas onde o custo de implantação de uma rede própria pode ser proibitivo para provedores menores.
O modelo de rede neutra é ideal para este cenário. Ao construir uma única infraestrutura de alta capacidade para ser compartilhada por múltiplos provedores, a FiBrasil torna a operação economicamente viável nessas localidades. Essa estratégia não possui apenas uma dimensão de negócios, mas também um impacto socioeconômico relevante, pois promove a competição entre ISPs locais e nacionais, aumenta a oferta de serviços para os consumidores e contribui diretamente para a redução da exclusão digital no Brasil, levando conectividade de ponta a regiões que, de outra forma, poderiam ser negligenciadas.

### Cliente Âncora e Contratos
A viabilidade do modelo de negócios da FiBrasil é fortemente sustentada pela presença da Vivo como sua cliente âncora. No lançamento da empresa, foi firmado um contrato de dez anos entre as partes, o que confere à FiBrasil uma base de receita sólida e previsível. Este acordo é fundamental para a estratégia de expansão da própria Vivo, que utiliza a rede da FiBrasil para acelerar sua chegada a novas cidades, com a meta de alcançar 24 milhões de HPs até o final de 2024.
O contrato com a Vivo inclui uma cláusula de take-or-pay, que obriga a operadora a pagar por uma capacidade mínima da rede, independentemente de seu uso efetivo. Isso garante um fluxo de caixa mínimo para a FiBrasil, mitigando riscos financeiros e facilitando o acesso a financiamentos no mercado.
Apesar da importância da Vivo, o modelo da FiBrasil é intrinsecamente aberto. A empresa busca ativamente diversificar sua base de clientes e, até março de 2025, já havia assinado mais de 50 acordos com outros tenants (inquilinos de rede), incluindo um contrato relevante com a operadora de TV por assinatura Sky Brasil, que passou a usar a rede da FiBrasil para oferecer serviços de banda larga.
A relação com a Vivo, no entanto, pode ser vista como uma "faca de dois gumes". Por um lado, o contrato de longo prazo com um cliente de primeira linha foi o que viabilizou o investimento bilionário do CDPQ e deu a segurança necessária para o plano de expansão. Por outro, gerou uma extrema concentração de receita. Em 2024, a Vivo representou 96% da receita líquida da FiBrasil, um fator de risco consistentemente apontado por agências de classificação de crédito. Qualquer alteração negativa na relação contratual ou no desempenho de mercado da Vivo teria um impacto desproporcional nos resultados da FiBrasil. Portanto, a principal tarefa estratégica da empresa a longo prazo é expandir sua carteira de clientes e diluir essa dependência, transformando os mais de 50 contratos existentes em fontes de receita mais significativas.

### Evolução da Rede e Tecnologia
A FiBrasil demonstrou uma rápida evolução de sua rede desde o início das operações. Partindo de 1,6 milhão de HPs em julho de 2021, a empresa, impulsionada pela aquisição da Fiberty 1, encerrou aquele ano com 2 milhões de HPs. O crescimento continuou em ritmo acelerado, alcançando aproximadamente 2,5 milhões de HPs em 80 cidades em agosto de 2022.
Até o final de 2024, a rede atingiu um patamar de maturidade, estabilizando-se em 4,6 milhões de HPs distribuídos por 151 cidades. Nesse mesmo período, o número de clientes efetivamente conectados à rede (homes connected - HCs) chegou a 771,3 mil, resultando em uma taxa de ocupação (take-up rate) de 17%.
A tabela abaixo ilustra a progressão da rede e da taxa de ocupação:
| Período               | Cidades Cobertas | Domicílios Passados (HPs) | Domicílios Conectados (HCs) | Taxa de Ocupação (%) |
| --------------------- | ---------------- | ------------------------- | --------------------------- | -------------------- |
| Jul 2021 (Lançamento) | 34               | 1,6 milhão                | N/A                         | N/A                  |
| Dez 2021              | >34              | 2 milhões                 | N/A                         | 14%                  |
| Dez 2022              | ~80              | >2,5 milhões              | N/A                         | 10%                  |
| Dez 2023              | 151              | 4,6 milhões               | 625,6 mil                   | 14%                  |
| Dez 2024              | 151              | 4,6 milhões               | 771,3 mil                   | 17%                  |

A estabilização do número de HPs em 2024 reflete uma mudança estratégica observada em todo o setor de redes neutras. Conforme relatado em eventos do setor, como a Futurecom 2024, empresas como a FiBrasil passaram de uma fase de "corrida por território" para uma fase de otimização e adensamento da rede. O foco se deslocou da expansão geográfica para o aumento da monetização (elevar a taxa de ocupação) e o fortalecimento da infraestrutura.
Um passo concreto nessa direção foi o anúncio, em maio de 2025, de uma parceria com a Nokia para modernizar a rede com a tecnologia XGS-PON. Essa atualização permite oferecer velocidades simétricas de até 10 Gbps, ampliando a capacidade da FiBrasil para atender não apenas clientes residenciais, mas também o mercado corporativo (B2B) e o transporte de dados para redes móveis 5G (mobile backhaul), que demandam maior capacidade e menor latência. Essa evolução tecnológica não visa alcançar mais domicílios, mas sim oferecer um produto de maior valor agregado, diferenciando a FiBrasil da concorrência pela qualidade e capacidade da rede, um sinal claro de amadurecimento do mercado.

## Desempenho Financeiro
O desempenho financeiro da FiBrasil ilustra a trajetória típica de um projeto de infraestrutura de grande porte, com uma fase inicial de investimentos pesados e prejuízos, seguida por um crescimento acelerado da receita e uma gradual melhora dos indicadores de rentabilidade e alavancagem.
Em seu primeiro balanço, referente ao segundo semestre de 2021, a empresa registrou uma receita operacional líquida de R$ 55,4 milhões. No entanto, as altas despesas operacionais e administrativas resultaram em um prejuízo de R$ 30,9 milhões, refletindo os custos de estruturação da companhia.
Até 2024, a situação financeira havia amadurecido consideravelmente. A receita líquida cresceu 35,5% em relação ao ano anterior, atingindo R$ 392 milhões. Um marco importante foi alcançado com o fluxo de caixa operacional, que se tornou positivo pela primeira vez, totalizando R$ 98 milhões. Apesar disso, o fluxo de caixa livre permaneceu negativo em R$ 182 milhões, devido aos investimentos contínuos em manutenção e modernização da rede.
A alavancagem, um indicador-chave para empresas de infraestrutura, mostrou uma melhora significativa. A alavancagem bruta ajustada (Dívida Bruta/EBITDA) caiu de 5,3x em 2023 para 3,6x em 2024, alinhando-se às projeções de mercado. Para financiar sua expansão, a FiBrasil recorreu ao mercado de capitais, realizando emissões de debêntures, como uma captação de R$ 550 milhões em 2021 e uma oferta de R$ 865 milhões em 2024, destinada a investidores qualificados.
Relatórios de agências de classificação de crédito, como Santander e Moody's, atribuíram um rating 'AA-' à empresa, destacando como pontos fortes o sólido suporte de seus acionistas e sua importância estratégica. Os mesmos relatórios apontam a alta concentração de receita na Vivo e a competição acirrada como os principais riscos.
A trajetória financeira da FiBrasil segue o padrão da "curva J" de investimentos em infraestrutura. A fase inicial (2021) representa o fundo da curva, com altos investimentos e perdas líquidas. A partir de 2023-2024, a empresa atinge um ponto de inflexão, com crescimento exponencial da receita e a geração de caixa operacional positiva. Embora o fluxo de caixa livre continue negativo devido a investimentos, a tendência de desalavancagem indica que a empresa está no caminho da sustentabilidade financeira. A longo prazo, espera-se que, com a redução dos grandes ciclos de investimento, a FiBrasil se torne uma empresa altamente previsível e geradora de caixa, cumprindo a tese de investimento de seus acionistas institucionais.

## Mercado e Concorrência
A FiBrasil opera em um mercado de redes neutras de fibra ótica que, no Brasil, é caracterizado por um oligopólio competitivo, com poucos grandes participantes disputando os contratos de aluguel de rede com operadoras e provedores de internet.
Os principais concorrentes da FiBrasil são:
- V.tal: Controlada por fundos ligados ao banco de investimentos BTG Pactual, a V.tal foi criada a partir da separação dos ativos de fibra da Oi. É a líder de mercado em escala, com uma rede que ultrapassa 22 milhões de HPs e uma infraestrutura de backbone de mais de 450.000 km.[40]
- I-Systems: Parte do grupo IHS Towers, a I-Systems possui uma rede que atende mais de 7 milhões de domicílios e se destaca por sua cobertura abrangente na região metropolitana de São Paulo, área onde a FiBrasil não atua por definição estratégica.[41]

A competição entre esses players é intensa. Uma análise de agosto de 2022 mostrou que a FiBrasil e a V.tal possuíam sobreposição de redes em 31 municípios, indicando uma disputa direta por clientes nessas localidades. Ao mesmo tempo, essa sobreposição permite que os ISPs adotem uma estratégia multirrede, contratando mais de um operador neutro para maximizar sua cobertura geográfica.
Neste cenário, a FiBrasil não compete primariamente em escala bruta, onde a V.tal tem uma vantagem clara. A estratégia da FiBrasil é mais focada, baseando-se em uma diferenciação por nicho geográfico (cidades de médio porte) e na profunda sinergia com sua cliente âncora, a Vivo. Enquanto a V.tal oferece uma capilaridade nacional mais ampla, a FiBrasil pode fornecer uma solução otimizada e alinhada aos planos de expansão da Vivo.
O mercado também exibe sinais de "coopetição", onde a colaboração coexiste com a concorrência. O ex-CEO da FiBrasil, André Kriger, por exemplo, defendeu publicamente a criação de padrões de APIs (Interfaces de Programação de Aplicação) para toda a indústria. A padronização tornaria a integração dos sistemas dos ISPs com as diferentes redes neutras mais simples e barata, beneficiando todo o ecossistema e acelerando a adoção do modelo de rede compartilhada. Isso sugere que, embora disputem contratos, os players do setor têm um interesse comum em tornar o modelo de rede neutra mais eficiente e atrativo em comparação com o modelo tradicional de redes proprietárias.

## Reconhecimentos
Desde sua criação, a FiBrasil recebeu reconhecimento do mercado financeiro e da indústria de infraestrutura por sua estrutura inovadora e impacto estratégico.
Em março de 2022, a joint venture que deu origem à FiBrasil foi eleita o "Negócio do Ano" (Deal of the Year) de 2021 no setor de telecomunicações da América Latina pela IJGlobal, uma publicação britânica de prestígio internacional focada no mercado de financiamento de projetos de infraestrutura e energia. Os prêmios da IJGlobal são concedidos com base na avaliação de um comitê de jurados composto por profissionais experientes do setor, reconhecendo transações que se destacam pela inovação, estrutura e importância para o mercado.
Este prêmio representa uma validação significativa da comunidade financeira global. Ele atesta que a complexa transação entre o Grupo Telefónica e o CDPQ foi considerada bem-sucedida, bem estruturada e estrategicamente relevante para o desenvolvimento da infraestrutura digital na região. Tal reconhecimento fortalece a credibilidade e a reputação da FiBrasil nos mercados de capitais, um fator importante para uma empresa que utiliza emissões de dívida, como debêntures, para financiar suas operações e crescimento.